# Soledade (Sao Tomé-et-Principe)
Pour les articles homonymes, voir Soledade.
Soledade est une localité de Sao Tomé-et-Principe située au sud-est de l'île de Sao Tomé, à proximité de São João dos Angolares, dans le district de Caué. C'est une ancienne roça.

## Population
Lors du recensement de 2012, le village comptait 52 habitants.

## Roça
Construite au début du XXe siècle, la roça a d'abord appartenu à l'entreprise agricole Lima & Gama et à António Alves da Silva Ferreira, avant d'être reprise par une banque portugaise (Banco Nacional Ultramarino).
De petite taille (un hectare), la roça a conservé une bonne partie de sa structure d'origine.